# سيرجيو لوغو
سيرجيو لوغو (بالإسبانية: Sergio Lugo)‏ (10 أبريل 1957 في المكسيك - ) هو لاعب كرة قدم مكسيكي في مركز الدفاع. شارك مع منتخب المكسيك لكرة القدم. أما مع النوادي، فقد لعب مع نادي غوادالاخارا.

## وصلات خارجية
- سيرجيو لوغو على موقع قاعدة بيانات كرة القدم.إي يو (الإنجليزية)